# Focke-Wulf Fw 187
Il Focke-Wulf Fw 187 Falke (Falcone) era un caccia bimotore multiruolo ad ala bassa prodotto in piccola serie dall'azienda tedesca Focke-Wulf Flugzeugbau alla fine degli anni trenta.
Benché il Reichsluftfahrtministerium (RLM) non avesse mai espresso l'esigenza di dotarsi di un simile velivolo, venne sviluppato su iniziativa personale di Kurt Tank per offrire alla Luftwaffe un caccia ad alte prestazioni. I prototipi vennero in seguito adattati in una versione biposto per competere con il Messerschmitt Bf 110 nel ruolo di Zerstörer, finalizzato cioè alla distruzione dei bombardieri nemici, ma solo nove velivoli furono costruiti.

## Storia del progetto

### Origine

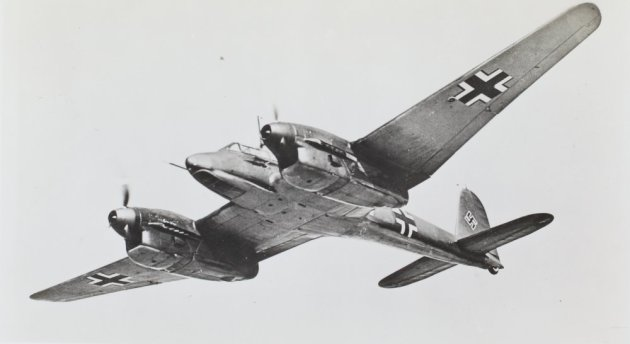
Focke-Wulf FW 187

All'inizio degli anni trenta, lo sviluppo dei progetti delle cellule superò quello dei motori aeronautici, consentendo la costruzione di grossi aerei che i motori esistenti non riuscivano a potenziare adeguatamente. Questo portò ad un periodo in cui le prestazioni dei progetti plurimotori superarono quelle dei monomotori. Nelle gare aeree in Europa, il Dornier Do 17 sorpassava ogni caccia monomotore suo avversario. In Germania, questo portò all'idea dello schnellbomber, bombardiere veloce, che avrebbe dovuto superare in prestazioni i caccia di difesa. Questo periodo, alla fine, si dimostrò piuttosto breve, ma portò la maggior parte delle aviazioni a costruire caccia bimotori, come il P-38 Lightning, Grumman G-34, Westland P.9 e, appunto, l'Fw 187.
Nel 1935, Kurt Tank suggerì di creare un caccia monoposto a lungo raggio. L'idea non era quella di produrre un caccia pesante o un distruttore di bombardieri come il Bf 110, ma un caccia a lungo raggio che avesse le prestazioni di un monoposto. Alimentato dai nuovi Daimler-Benz DB 600 da 736 kW, avrebbe avuto una velocità di 560 km/h. Il progetto fu rivelato nel 1936 ad un'esibizione di proiettili, prototipi e progetti tenutasi alla fabbrica Henschel a Berlino-Schönefeld, dove fu visto da un grande numero di gerarchi nazisti, tra cui Hitler. Comunque il Reichsluftfahrtministerium (RLM) rigettò il progetto perché il monomotore Messerschmitt Bf 109 avrebbe avuto le stesse prestazioni, costando all'incirca la metà. Un caccia a lungo raggio non era considerato un'opzione importante, a quel tempo si credeva che la scorta ai bombardieri fosse semplicemente non necessaria.
Tank allora portò il progetto direttamente da Wolfram von Richthofen, capo del Technischen Amt, reparto di ricerca e sviluppo dell'RLM. Richtofen non era sicuro che le prestazioni dei bombardieri sarebbero rimaste a lungo superiori a quelle dei caccia. Diede il nulla osta per la costruzione di tre prototipi ma alla condizione che si sostituissero i DB 600, che erano di estrema scarsità, con i meno potenti Junkers Jumo 210 da 700 CV (515 kW). Il progetto dettagliato fu assegnato a R. Blaser.

### I primi prototipi
Il primo prototipo, l'Fw 187 V1 (D-AANA) volò per la prima volta nel maggio 1937, con Hans Sander, il capo pilota collaudatore dell'azienda, ai comandi. Nei test raggiunse 523 km/h malgrado l'uso dei motori Jumo a bassa potenza. Era di 80 km/h più veloce del contemporaneo Messerschmitt Bf 109B (sempre a propulsione Jumo), benché avesse il doppio del peso. I membri dell'RLM sospettarono che ciò fosse dovuto a strumenti di volo difettosi, ma ulteriori test esclusero quest'ipotesi. La velocità di salita dell'Fw 187 e quella di picchiata erano pari, se non superiori, ai monoposto.
Diverse modifiche furono apportate al progetto dopo i test, incluse le nuove eliche DVL in luogo delle originali Junkers-Hamiltons. Vi fu pure una versione sperimentale a ruote doppie abbandonata dopo i test. Blaser era preoccupato circa i fenomeni di flutter nel timone ad alta velocità; un peso fu aggiunto per tentare di ridurlo. La soluzione si rivelò inefficiente.
Seguì un secondo prototipo (V2), che si differenziava dal precedente per il radiatore fisso, un ruotino di coda semiretraibile, modifiche al timone di profondità e una deriva con minore corda. Il motore fu aggiornato alla versione 210G dello Jumo. L'Fw 187 V2 cominciò i test nell'estate del 1937, ma si schiantò in atterraggio quando uno dei suoi carrelli cedette.
Il V1, invece, fu distrutto il 14 maggio 1938 dopo un passaggio ad alta velocità sopra Brema, quando il pilota, Paul Bauer fece stallare il velivolo che precipitò.

### I prototipi biposto
Ancora prima che il V1 volasse, fu ordinato a Tank di convertire il suo progetto in un biposto con il ruolo di distruttore di bombardieri, sebbene la necessità di un secondo membro dell'equipaggio fosse marginale. I primi due prototipi erano già molto avanzati nella costruzione a quel punto, così le modifiche furono effettuate sul terzo prototipo, la cui costruzione era appena agli inizi.
Blaser adattò il progetto allungando la fusoliera. Questo ebbe l'effetto di spostare il centro di gravità e richiese la modifica delle gondole del motore per far ritornare il bilanciamento corretto in relazione alle ali. Fu rinnovata la cabina di pilotaggio per un equipaggio di due membri, ma non vi era spazio per armamenti difensivi, così il secondo membro dell'equipaggio fu relegato a operatore radio.
L'armamento offensivo fu migliorato rimpiazzando le due mitragliatrici MG 17 da 7,92 mm con i cannoni MG FF da 20 mm. Questi però non furono però mai montati.
L'Fw 187 V3 (D-ORHP) volò nella primavera del 1938, ma ebbe un incendio al motore durante uno dei primi test, e i carrelli furono danneggiati durante l'atterraggio d'emergenza che seguì. Fu tuttavia velocemente riparato e tornò in servizio. Due altri prototipi biposto, il V4 (D-OSNP) e il V5 (D-OTGN), seguirono, rispettivamente, nell'estate e nell'autunno del 1938. Questi aerei, sempre propulsi dagli Jumo 210, dimostrarono prestazioni minori delle aspettative.
Il prototipo finale, l'Fw 187 V6 (D-CINY), fu modificato più pesantemente; fu dotato dei motori DB-600 da 736 kW. Volò per la prima volta all'inizio del 1939. Malgrado diversi problemi nei test, dovuti perlopiù all'innovativo impianto di raffreddamento, L'Fw 187 V6 raggiunse 634 km/h in volo livellato, stabilendo il record tedesco.

### Produzione
Appena tre Fw 187 A-0 furono prodotti nell'estate 1939, basandosi sui V3 con motori Jumo 210G. La Luftwaffe, comunque, precisò che senza armamento difensivo il velivolo non avrebbe potuto ricoprire il ruolo di Zerstörer e rimase disinteressata al progetto. I tre prototipi biposto furono restituiti alla Focke-Wulf dopo i test svolti presso il centro sperimentale di Rechlin. Vi fu uno studio nell'inverno 1942-1943 per adattare l'aereo a caccia notturno, ma la mancanza di spazio per il radar fece fallire anche quest'ipotesi.
Tank comunque diresse studi su un'ampia varietà di nuove versioni dell'aereo, come bombardiere in picchiata, cacciabombardiere, intercettore ad alta quota (con apertura alare maggiorata) e altri. Questi sfoggiarono una gamma di motori che includeva il Daimler-Benz DB 601, il DB 605 e anche il radiale BMW 801. Il Ta 154 Moskito risultò dalla richiesta della Luftwaffe di un caccia pesante bimotore (come l'Fw 187) ma Kurt Tank non poté riutilizzare il lavoro svolto per l'Fw 187 a causa della specifica richiesta di utilizzare legno in luogo delle leghe leggere. Sembra che gli Fw 187 sopravvissuti siano stati utilizzati come banchi di prova durante questo programma.

## Tecnica
Per migliorare le prestazioni rispetto al Bf 110, la fusoliera fu pensata più compatta possibile, così piccola che non vi erano sul cruscotto i comandi per tutte le impostazioni del motore, che erano invece impostate nella parte interna delle gondole dei motori, come in certe versioni del Bf 110. Le gondole erano relativamente convenzionali e includevano sia i motori che i carrelli d'atterraggio, ma il radiatore, montato sulla parte frontale del velivolo era retraibile per raggiungere velocità più elevate. Le ruote principali erano interamente retraibili.
Come molti progetti anteguerra la vista diretta del retro era impedita. Nonostante la cabina di pilotaggio fosse posta molto avanti, una piccola finestra era presente sotto i piedi del pilota per migliorare la visuale in fase d'atterraggio.

## Impiego operativo
Un Industrie-Schutzstaffel (squadrone di difesa per gli impianti industriali) comprese i tre Fw 187 A-0 ed i piloti furono i collaudatori della Focke-Wulf, a difesa dello stabilimento di Brema
Vi furono rivendicazioni di abbattimenti ma furono probabilmente frutto di propaganda. I tre A-0 furono persino inviati in Norvegia per dimostrare che essi stessero entrando in servizio al posto dei Bf 110.
I piloti trovavano generalmente l'Fw 187 superiore al Bf 110, ciononostante l'RLM li ritirò quasi subito dal servizio. Essi ritornarono alla Focke-Wulf, dove furono usati ancora per la difesa degli stabilimenti. Un Fw 187 fu inviato alla scuola di tiro aereo a Værløse, in Danimarca nel 1942.

### Velivoli comparabili
Germania
- Arado Ar 240
- Messerschmitt Bf 110
- Messerschmitt Me 210
- Focke-Wulf Ta 154

 Paesi Bassi
- Fokker G.I

 Regno Unito
- Gloster F.9/37
- Westland Whirlwind

 Stati Uniti
- Grumman XF5F Skyrocket/Grumman XP-50